# Elista
Elista (Russisch: Элиста, Elista) is een stad in Rusland en de hoofdstad van de boeddhistische republiek Kalmukkië. Elista werd gesticht in 1865, maar is pas sinds 1930 een stad. In 1944 werd de volledige Kalmukse bevolking op last van Jozef Stalin gedeporteerd naar Siberië. De plaats werd daarop bevolkt met etnische Russen en kreeg de naam Stepnoj. Dit bleef zo tot de toespraak van Nikita Chroesjtsjov in 1957, waarop de oorspronkelijke bewoners weer terug mochten komen. De stad heeft een kleine luchthaven, met een dagelijkse vlucht naar Moskou (2-3 uur), een spoorwegverbinding met Stavropol en Rostov aan de Don, en dagelijkse busritten naar Wolgograd (6 uur) en Moskou (18 uur).
Op 27 december 2005 werd in Elista de eerste Kalmukse choeroel geopend; de Gouden Tempel. Deze grootste boeddhistische tempel van Europa moet volgens de autoriteiten een groot leercentrum voor boeddhisten uit de hele wereld worden en is daarnaast een belangrijk monument ter herinnering aan de Kalmukken die stierven tijdens de verbanning naar Siberië en Centraal-Azië van 1944 tot 1957.

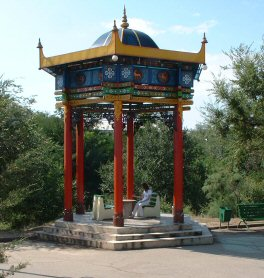
Publieke schaakplaats

## Geboren
- Maria Bolikova (1977), atlete